# Río Fleet

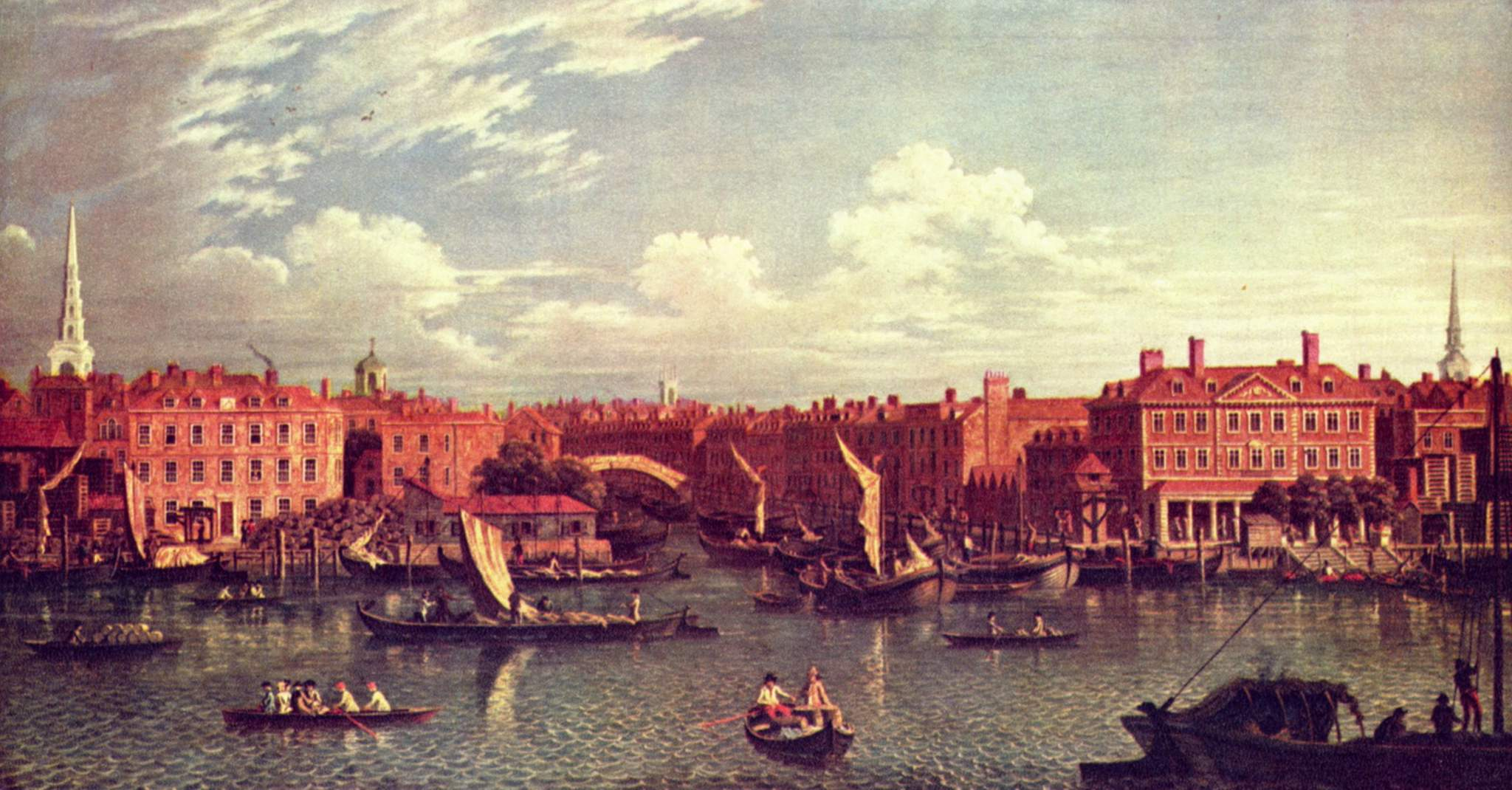
Entrada al Río Fleet, Samuel Scott, 1750.

El río Fleet es el río subterráneo más largo de Londres, Reino Unido. Sus dos cabeceras son dos arroyos en Hampstead Heath; cada cabecera se encuentra en la actualidad cerrada en una serie de estanques hechos en el siglo XVIII: los estanques de Hampstead y los de Highgate. En el límite sur de Hampstead Head, estos dos arroyos fluyen ya bajo tierra, como colectores que se unen en el barrio de Camden. Desde los estanques, el agua es subterránea a lo largo de 4 millas (6,4 km), hasta que se unen con el Támesis.

## Historia
El mayor alcance de esta corriente fue conocido como Holbourne (u Oldbourne), de donde deriva el nombre de Holborn, un área del centro de Londres. El agua fluye inicialmente por dos caminos antes de unirse y pasar bajo Kentish y King's Cross. King's Cross era denominado originalmente Battle Bridge, refiriéndose a un viejo puente construido en el río, en el que se cree que la armada de Boudica libró una importante batalla contra los romanos.
El río fluye por la carretera Farrington y la calle del mismo nombre, uniéndose al Támesis bajo el puente Blackfriars. En época romana, el Fleet era un río principal, con un molino de madera en su estuario. En los tiempos anglosajones, el Fleet servía como muelle para la navegación, y se unía al Támesis a través de una cuenca pantanosa de más de cien metros de ancho en la desembocadura del Fleet. Se construyeron un gran número de pozos a lo largo de su ribera, y algunos manantiales (Bagnigge Well, Clerkenwell), atribuyéndose propiedades curativas al St. Bride.